# 杜书箱
杜书箱（1943年7月—），男，河北人，中华人民共和国政治人物，曾任张家口市人民政府市长，第八届全国人大代表。